# Pablo Amaringo
Pablo César Amaringo Shuña (Puerto Libertad-Ucayali, 1938 - Pucallpa, 16 de noviembre de 2009) fue un pintor peruano de origen indígena cuya obra está, en gran medida, inspirada en el uso del ayahuasca, una bebida tradicional indígena con efectos alucinógenos.

## Biografía
Siendo el séptimo de trece hermanos, trabajó como curandero usando la mencionada ayahuasca. En medio de una extrema pobreza, a los diez años fue llevado a Pucallpa, donde asistió solo durante dos años a la escuela, viéndose obligado a trabajar para ayudar a sostener a su familia.
A los diez años, guiado por su padre, quien por aquel entonces estudiaba el curanderismo vegetalista, tomó por primera vez ayahuasca.  A partir de ese momento comenzó a consumirlo de forma habitual, lo que tuvo una importante influencia en su vida hasta terminar relacionándose con la causa de su muerte.
A los treinta años comenzó a desempeñarse como curandero y médico naturista. En la década de 1970 decidió trabajar en la Amazonia peruana y brasileña. Sin embargo, por los conflictos que se desataron allí, abandonó esta región en la década de 1980. Tras estos sucesos cambió su profesión de curandero.
Ya como pintor, junto a Luis Eduardo Luna, fundó en 1998 la escuela Usko-Ayar. La escuela se dedicaba al aprendizaje artístico que demuestra la alucinatoria realidad selvática. Usko-Ayar fue condecorada con la mención Global 500 Roll of Honour, concedida directamente por el programa de preservación ambiental de la ONU, por la labor llevada a cabo y los logros conseguidos desde su creación.

## Obras
- Amararingo, Pablo; Luna, Luis Eduardo (1999) [primera edición de 1991], Ayahuasca Visions: The religious iconography of a peruvian shaman. [Visiones del Ayahuasca: La iconografía religiosa de un curandero peruano.] (en inglés) (ilustrada edición), North Atlantic Books, p. 160, ISBN 9781556433115.
- Amararingo, Pablo; Heaven, Ross; G. Charing, Howard (2006), Plant Spirit Shamanism: Traditional Techniques for Healing the Soul. [Planta Espiritual en el Chamanismo: Técnicas tradicionales para la curación del alma.] (en inglés) (ilustrada edición), Destiny Books, p. 250, ISBN 9781594771187.
- Amararingo, Pablo; Almendro, Manuel (2009), Chamanismo: La Via de la Mente Nativa (ilustrada edición), Editorial Kairós, p. 176, ISBN 9788472456839.